# Ghettokids – Brüder ohne Heimat
Ghettokids – Brüder ohne Heimat ist ein deutscher Fernsehfilm aus dem Jahre 2002. Er basiert auf den Erfahrungen der Sonderschullehrerin Susanne Korbmacher-Schulz in der Schule und mit den Selbsthilfeprojekten für Kinder und Jugendliche ihres Münchner Vereins „ghettokids – Soziale Projekte e. V.“.

## Handlung
Der Film handelt von den Brüdern Maikis und Christos, die mit ihrer griechischstämmigen Familie im Münchner Stadtteil Hasenbergl wohnen, einem sozialen Brennpunkt. Durch das Dealen mit Drogen und Stricherei verdienen sie sich etwas Geld. Ihre Zeit verbringen sie überwiegend im Hauptbahnhof, in der U-Bahn und in einem Jugendzentrum. Eines Tages gerät Maikis in Konflikt mit der neu nach München gezogenen Lehrerin Hanna Solinger. Außerdem wird er wegen eines Überfalls von der Polizei gesucht, für den er allerdings nicht verantwortlich ist.

## Produktion
Produziert wurde der Film 2001/2002 im Auftrag des Bayerischen Rundfunks und arte von der TV60Filmproduktion.

## Kritiken
„Ein mit Laien besetztes, um Authentizität bemühtes Jugenddrama, das eine ganz andere Facette der Weltstadt München zeigt: nicht die elegante Weltoffenheit, sondern die Hinterhöfe und das Leben im sozialen Brennpunkt des Stadtteils Hasenbergl.“

„Christian Wagner […] porträtiert mit diesem realistisch wirkenden Sozialdrama eindringlich das Leben von Straßenkindern.“

## Auszeichnungen
- Goldener Gong 2002
- Grimme-Preis 2003 (nominiert)
- Karl-Buchrucker-Preis 2003
- Giffoni Filmfestival 2003
- FICI 2006 Madrid